# 세종여자고등학교
세종여자고등학교(世宗女子高等學校)는 대한민국 세종특별자치시 조치원읍 서창리에 있는 공립 고등학교이다. 

## 학교 연혁
- 1927년 4월 15일 : 조치원 공립 실과여학교로 개교
- 1941년 4월 1일 : 조치원 공립 고등여학교 승격(4년제)
- 1946년 10월 4일 : 조치원 공립 여자중학교 개칭(6년제, 12학급)
- 1951년 8월 31일 : 조치원 여자고등학교 설립 인가(3년제, 3학급)
- 1977년 9월 1일 : 조치원여자중고등학교 분리 인가
- 1978년 7월 21일 : 현재 위치로 학교 이전
- 2015년 3월 1일 : 보통과 7학급, 금융비지니스과 3학급 인가
- 2015년 3월 1일 : 세종여자고등학교로 교명 변경
- 2022년 9월 1일 : 제26대 윤석봉 교장 부임
- 2023년 1월 31일 : 제95회 졸업식 (211명, 총 16,894명)
- 2023년 3월 1일 : 학칙 변경(7차일반 7학급, 경영사무과 1학급, e-비즈니스과 2학급 인가)
- 2023년 3월 2일 : 제98회 입학식 (입학생 수 207명)

## 설치 학과
- 7차일반
- e-비즈니스과
- 경영사무과

## 참고 자료
- 세종여자고등학교 - 한국교육학술정보원 학교알리미